# Northwest Division (NHL)
Die Northwest Division war eine Division in der nordamerikanischen Eishockeyliga National Hockey League, die sich in der Western Conference befand und fünf Teams beinhaltete. Die Heimatstadt der Teams der Northwest Division befand sich im geographischen Nordwesten der dicht besiedelten Gebiete Nordamerikas (Colorado bis British Columbia).
In der NHL wurde die Einführung der Northwest Division 1998 im Zuge der Expansion (Nashville Predators kamen neu in die Liga) nötig, als die beiden Conferences damit zu groß für jeweils zwei Divisions wurden. Die Northwest Division wurde in diesem Jahr isochron mit der Southeast Division gegründet. Nach einer Umstrukturierung der Divisionen vor der NHL-Saison 2013/14 wurde die Northwest Division aufgelöst.

## Teams
| 1998/99            | 1999/00 | 2000/01        | 2001/02 | 2002/03 | 2003/04 | 2004/05 | 2005/06 | 2006/07 | 2007/08 | 2008/09 | 2009/10 | 2010/11 | 2011/12 | 2012/13 |
| ------------------ | ------- | -------------- | ------- | ------- | ------- | ------- | ------- | ------- | ------- | ------- | ------- | ------- | ------- | ------- |
| Calgary Flames     |         |                |         |         |         |         |         |         |         |         |         |         |         |         |
| Colorado Avalanche |         |                |         |         |         |         |         |         |         |         |         |         |         |         |
| Edmonton Oilers    |         |                |         |         |         |         |         |         |         |         |         |         |         |         |
| Vancouver Canucks  |         |                |         |         |         |         |         |         |         |         |         |         |         |         |
|                    |         | Minnesota Wild |         |         |         |         |         |         |         |         |         |         |         |         |

## Meister
| Jahr | Name               |
| ---- | ------------------ |
| 1999 | Colorado Avalanche |
| 2000 | Colorado Avalanche |
| 2001 | Colorado Avalanche |
| 2002 | Colorado Avalanche |
| 2003 | Colorado Avalanche |
| 2004 | Vancouver Canucks  |
| 2005 | Lockout            |
| 2006 | Calgary Flames     |
| 2007 | Vancouver Canucks  |
| 2008 | Minnesota Wild     |
| 2009 | Vancouver Canucks  |
| 2010 | Vancouver Canucks  |
| 2011 | Vancouver Canucks  |
| 2012 | Vancouver Canucks  |
| 2013 | Vancouver Canucks  |